# 141. vestlige længdekreds
Den 141. vestlige længdekreds (eller 141 grader vestlig længde) er en længdekreds, der ligger 141 grader vest for nulmeridianen. Den løber gennem Ishavet, Nordamerika, Stillehavet, det Sydlige Ishav og Antarktis.